# 성석린 고신왕지
성석린 고신왕지(成石璘 告身王旨)는 대한민국 전북특별자치도 진안군에 있는, 조선시대 성석린(1338∼1423)에게 내려진 왕지이다. 1983년 5월 7일 대한민국의 보물 제746호로 지정되었다.

## 개요
성석린 고신왕지(成石璘 告身王旨)는 고려 후기부터 조선 전기까지 문신을 지낸 성석린(1338∼1423)에게 내려진 왕지이다. 성석린은 공민왕 6년(1357)에 과거에 급제하여, 국자학유, 사관 등을 거쳐 조선시대에는 성균관사성, 제학, 영의정 등의 벼슬을 했다. 태조 이성계의 옛 친구로 태조와 태종 이방원을 화해시키는데 큰 역할을 한 인물이다.
이 왕지는 태종 2년(1402) 11월 17일 성석린을 영의정부사겸판개성유후사사(領議政府使兼判開城留後司事)로 임명하면서 내린 사령장이다. 성석린은 태종 1년(1401) 제 2차 왕자의 난(방간의 난)을 평정하고 태종을 왕위에 오르게 한 공로로 익대좌명공신 3등에 녹훈되어 창녕부원군(昌寧府院君)에 봉해졌으며, 태종 2년 10월에는 영의정부사로 임명되었다.
이 왕지에 쓰인 관직명을 보면 고려말 조선초에 관직이 함께 같이 쓰이고 있으며, 그 위에는 발급한 년월일과 ‘조선국왕지인’이라는 옥새(임금의 도장)가 찍혀있다. 판체는 초서체이며, 종이질은 장지(壯紙:우리나라에서 만든 두껍고 질긴 큰 종이)이고, 가로 61.1cm, 세로 32cm 정도의 크기이다.

## 같이 보기
- 성석린
- 진안 어서각

## 참고 자료
- 성석린 고신왕지 - 국가유산청 국가유산포털